# Pseudopanurgus didirupa
Pseudopanurgus didirupa is een vliesvleugelig insect uit de familie Andrenidae. De wetenschappelijke naam van de soort is voor het eerst geldig gepubliceerd in 1908 door Cockerell.